# In Old California When the Gringos Came
In Old California When the Gringos Came è un cortometraggio muto del 1911 diretto da Francis Boggs.
 Prodotto dalla Selig Polyscope Company, la storia del film è ambientata in quella zona chiamata Alta California che si trova al confine con il Messico, dove si trovavano grandi proprietà di latifondisti spagnoli.

## Produzione
Il film fu prodotto da William Nicholas Selig per la sua compagnia, la Selig Polyscope Company.

## Distribuzione
Distribuito dalla General Film Company, il film - un cortometraggio di una bobina - uscì nelle sale cinematografiche statunitensi il 4 maggio 1991.